# Fanja Baron
Fanja Baron (in russo Фаня Барон?; ... – settembre 1921) è stata un'anarchica russa.
Visse negli Stati Uniti dal 1911 al 1917 quando ritornò alla sua patria per fare una società post-rivoluzionaria. Nel 1921 fu giustiziata dalla Čeka.

## La vita

### Nabate Machno
Fanja entra nella Confederazione Anarchica Ucraina (1919-1920) che pubblicava un giornale, Nabat ("L'Allarme"). Questa confederazione aveva rapporti con il movimento Machno. Molti membri della CAU furono attivi nella Sezione Culturale-Educazionale del movimento Machno.
Fanja fu arrestata dalla Čeka alla fine del 1920 in un blitz contro gli anarchici insieme a Voline e Aaron Baron. Venne trasferita il 25 aprile 1921 al Campo di Concentramento di Rjazan'.

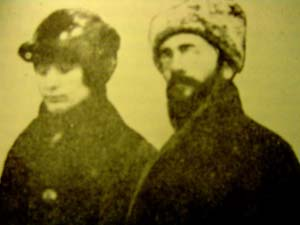
Fanja e Aaron Baron circa 1917-1921

### Fuga dal carcere, ricattura ed esecuzione
All'inizio del luglio del 1921 Fanja scappò. Fece un piano per far uscire anche suo marito, Aaron Baron, dalla prigione di Mosca. Il fratello di Aaron offrì il suo aiuto. Fanja Baron fu detenuta con altri 13 anarchici al campo di concentramento di Taganka senza accusa. Nel luglio 1921 fece uno sciopero della fame per attirare l'attenzione dei sindacalisti francesi, spagnoli e russi, i quali tentarono di farla liberare. Lev Trotsky rispose "noi non incarceriamo gli anarchici, ma i criminali e i banditi che si proclamano anarchici".
Dieci dei 13 anarchici vennero rilasciati e deportati il 17 settembre 1921: Voline, Vorobiov, Mratchny, Michailon, Grigori Maximoff, Ioudine, Iartchouk, Gorelik, Feldman e Fedorov. Fanja Baron e il poeta Lev Černyj furono detenuti e giustiziati il 29 settembre 1921.